# Augustine-Malvina Blanchecotte
Augustine-Malvina Blanchecotte (nacida como Souville, París, 30 de noviembre de 1830 - 1897) fue una poetisa francesa.
Nacida en el entorno de una familia de clase obrera (que reivindica con la publicación de su primer libro titulado Rêves et réalités, Poésies, Par Mme B, ouvrière et poète), se casó en 1850 adoptando el apellido de su marido, Blanchecotte. Su trabajo poético toma como referentes a autores como Alphonse de Lamartine y Pierre-Jean de Béranger; de hecho, en la segunda edición de 1856 de Rêves et réalités realiza un tributo de Lamartine. Escribió para La Revue de France.

## Obras
- Rêves et réalités (París, 1856); premio Maillé-Latour-Landry de la Academia Francesa.[4]
- Impressions d'une femme. Pensées, sentiments et portraits (París, 1867).
- Tablettes d'une femme pendant la Commune (París, 1872).
- Les Militantes. Poèmes (París, 1876).